# Ladislav Falta
Ladislav Falta (* 30. Januar 1936 in Opočno; † 18. Dezember 2021) war ein tschechoslowakischer Sportschütze.

## Erfolge
Ladislav Falta nahm dreimal an Olympischen Spielen teil. Bei den Olympischen Spielen 1964 in Tokio belegte er mit der Schnellfeuerpistole mit 587 Punkten den neunten Rang, vier Jahre darauf wurde er in Mexiko-Stadt mit derselben Punktzahl Zehnter. 1972 erzielte er in München 594 Punkte, womit er hinter Józef Zapędzki und vor Wiktor Torschin die Silbermedaille gewann.
Parallel erreichte er bei den Weltmeisterschaften 1966 in Wiesbaden mit der Großkaliberpistole den dritten Platz in der Mannschaftskonkurrenz. 1970 wurde er in Phoenix mit der Schnellfeuerpistole im Einzel Zweiter, während er mit der Mannschaft den Titel gewann. Auch mit der Großkaliberpistole wurde er im Mannschaftswettbewerb Weltmeister und sicherte sich darüber hinaus mit der Standardpistolen-Mannschaft Bronze. Dreimal wurde Falta in verschiedenen Einzeldisziplinen Europameister.
Nach seiner aktiven Karriere war er Nationaltrainer des tschechoslowakischen Kaders und betreute diesen unter anderem bei weiteren drei Olympischen Spielen.